# Contea di Upper Hunter
La contea di Upper Hunter è una Local Government Area che si trova nel Nuovo Galles del Sud. Essa si estende su una superficie di 8.071 chilometri quadrati e ha una popolazione di 14.198 abitanti. La sede del consiglio si trova a Scone.